# Українська сільська рада (Талалаївський район)
Українська сільська́ ра́да — колишній орган місцевого самоврядування у Талалаївському районі Чернігівської області. Адміністративний центр — село Українське.

## Населені пункти
Сільській раді підпорядковані населені пункти:
- с. Українське
- с. Займище
- с. Нова
- с. Степ

## Загальні відомості
- Територія ради: 55,13 км²
- Населення ради: 854 особи (станом на 2001 рік). З них село Українське — 670 осіб, Займище — 150 осіб, Нова — 13 осіб, Степ — 21 особа.
- Відстань до районного центру шосейними шляхами 20 кілометрів.

## Історія
Українська сільська рада зареєстрована у 1918 році. Нинішня сільрада стала однією з 13-ти сільських рад Талалаївського району і однією з одинадцяти, яка складається більше, ніж з одного населеного пункту.

## Склад ради
Рада складається з 12 депутатів та голови.
- Голова ради: Лисенко Лариса Володимирівна
- Секретар ради: Новосельна Катерина Миколаївна

### Керівний склад попередніх скликань
| ПІБ                          | Основні відомості                                                                                         | Дата обрання | Дата звільнення |
| ---------------------------- | --- | ------------ | --------------- |
| Лисенко Лариса Володимирівна | Сільський голова, 1973 року народження, освіта середня спеціальна, Всеукраїнське об'єднання «Батьківщина» | 26.03.2006   | 31.10.2010      |
| Лисенко Лариса Володимирівна | Сільський голова, 1973 року народження, освіта середня спеціальна, позапартійна                           | 31.10.2010   |                 |

Примітка: таблиця складена за даними джерела

### Депутати
За результатами місцевих виборів 2010 року депутатами ради стали:

#### За суб'єктами висування
| Суб'єкт висування                 | Кількість обраних депутатів | %    |
| --------------------------------- | --------------------------- | ---- |
| Самовисування                     | 5                           | 41,7 |
| Соціалістична партія України      | 4                           | 33,3 |
| Політична партія «Сильна Україна» | 2                           | 16,7 |
| Політична партія «Сила і честь»   | 1                           | 8,3  |

#### За округами
| № округу                          | Прізвище, ім'я, по батькові    | Дата визнання обраним | Освіта         | Партійна приналежність                        | Відомості про обраного депутата                                                                                        |
| --------------------------------- | ------------------------------ | --------------------- | -------------- | --------------------------------------------- | --- |
| Політична партія «Сила і Честь»   |                                |                       |                |                                               | |
| 4                                 | Ганжа Юлія Анатоліївна         | 01.11.2010            | Освіта середня | позапартійна                                  | Українська сільська рада, спеціаліст                                                                                   |
| Політична партія «Сильна Україна» |                                |                       |                |                                               | |
| 6                                 | Новосельна Катерина Миколаївна | 01.11.2010            | Освіта вища    | позапартійна                                  | Українська сільська рада, секретар                                                                                     |
| 11                                | Мірошниченко Оксана Іванівна   | 01.11.2010            | Освіта вища    | позапартійна                                  | Займищанський ФП, завідувачка ФП                                                                                       |
| Соціалістична партія України      |                                |                       |                |                                               | |
| 1                                 | Нестеренко Ніна Василівна      | 01.11.2010            | Освіта вища    | позапартійна                                  | територіальний центр соціального обслуговування пенсіонерів, одиноких та непрацездатних громадян, соціальний працівник |
| 7                                 | Жоха Юрій Володимирович        | 01.11.2010            | Освіта середня | позапартійний                                 | Українська загальноосвітня школа І-ІІІ ст., кочегар                                                                    |
| 8                                 | Лазоренко Людмила Вікторівна   | 01.11.2010            | Освіта вища    | член Соціалістичної партії України            | Українська загальноосвітня школа І-ІІІ ст., вчитель                                                                    |
| 9                                 | Омеляненко Наталія Вікторівна  | 01.11.2010            | Освіта середня | позапартійна                                  | Українська сільська рада, головний бухгалтер                                                                           |
| Самовисування                     |                                |                       |                |                                               | |
| 2                                 | Соловей Таміла Миколаївна      | 01.11.2010            | Освіта вища    | член Всеукраїнського об'єднання «Батьківщина» | Українська загальноосвітня школа І-ІІІ ст., вчитель                                                                    |
| 3                                 | Рижій Андрій Григорович        | 01.11.2010            | Освіта середня | член Всеукраїнського об'єднання «Батьківщина» | ООО «Аеротерм», слюсар-сантехнік                                                                                       |
| 5                                 | Лобода Сергій Михайлович       | 01.11.2010            | Освіта вища    | член Всеукраїнського об'єднання «Батьківщина» | тимчасово не працює |
| 10                                | Горбачов Юрій Петрович         | 01.11.2010            | Освіта вища    | позапартійний                                 | НГВУ «Чернігівнафтогаз», оператор                                                                                      |
| 12                                | Бовкун Юрій Вікторович         | 01.11.2010            | Освіта вища    | член Всеукраїнського об'єднання «Батьківщина» | СТОВ «Зоря», зоотехнік                                                                                                 |

## Освіта
На території сільради працює Українська ЗОШ І-ІІІ ст., в якій навчається 71 дитина та Український ДНЗ «Сонечко».